# Portada/efemèride abril 17
Sarvepalli Radhakrishnan
« 16 d'abril · 17 d'abril · 18 d'abril »